# 穆勇峰
穆勇峰（1983年9月19日—），籍貫山西，中國體操蹦床項目運動員。

## 生涯
穆勇峰於1998年接受訓練，地點是山西太原，後來同一年進省隊，及後在2003年成為國家隊的成員。
穆勇峰在入選國家隊前曾在九運會贏得男子單人蹦床項目的金牌，1年後得到全國蹦床錦標賽的雙人賽事冠軍。2003年在全國冠軍賽中的個人賽取得冠軍，並且於世界錦標賽中得到參與2004年雅典奧運的資格。後來1年，即為2004年，穆勇峰以第143位接力手，更是首位山西的接力手。
另外穆勇峰又在全國蹦床錦標賽分別於個人與男子團體賽奪冠。及後於雅典奧運的男子單人蹦床項目初賽中，穆勇峰成為了賽事中唯一一位亞洲代表，後來穆勇峰以65.20分排名第10被淘汰，無緣決賽。
2005年，穆勇峰在十運會中的單人蹦床項目以40.20分取得銅牌。
退役后的穆勇峰任職山西蹦床隊教練。